# Tephritis jabeliae
Tephritis jabeliae är en tvåvingeart som beskrevs av Amnon Freidberg 1981. Tephritis jabeliae ingår i släktet Tephritis och familjen borrflugor. Inga underarter finns listade i Catalogue of Life.